# Clube de Regatas do Flamengo
Clube de Regatas do Flamengo, "CR Flamengo", är en brasiliansk sportklubb från Rio de Janeiro, mest känd för sitt fotbollslag. Klubben bildades som en roddklubb den 15 november 1895. Fotbollssektionen bildades 1911 och spelar sina hemmamatcher på Maracanã. Laget spelar i tvärrandiga röd-svarta tröjor och vita byxor. Flamengo har blivit brasilianska mästare åtta gånger (senast 2020) och vunnit Rio-mästerskapet 37 gånger (senast 2021). 1981 vann man både Copa Libertadores och Interkontinentalcupen.

## Kända spelare
Se också Spelare i Flamengo
- Aldair
- Adriano
- Bebeto
- Júnior
- Romário
- Ronaldinho
- Sócrates
- Zagallo
- Zico